# Arsa
Arsa (antiguamente Copucci) es una localidad rumana de la comuna de Albești, en el condado de Constanța.

## Toponimia
El antiguo nombre del lugar puede encontrarse mencionado con las variantes Copucci y Capucci. Pasó a denominarse Arsa.

## Historia
Hacia finales del siglo XIX la localidad, que ya por entonces pertenecía a la comuna de Gheringec, en el condado de Constanța, tenía contabilizada una población de 380 habitantes.
En la segunda mitad del siglo XX la localidad había pasado a pertenecer a la comuna de Albești. En el censo de 2021 la localidad tenía una población de 587 habitantes.